# Fred McLafferty
Fred McLafferty   (Evanston, 11 de maig de 1923 - 26 de desembre de 2021) va ser un químic nord-americà conegut pel seu treball en espectrometria de masses. És conegut sobretot per la reacció de transposició de McLafferty que es va observar en espectrometria de masses. Amb Roland Gohlke va ser pioner en la tècnica de la cromatografia de gasos acoblada a espectrometria de masses. També és conegut per la dissociació per captura d'electrons, un mètode de fragmentació de ions en fase gasosa.